# 天才Genius
天才Genius（てんさいジーニアス）とは、ジャニーズ事務所に所属していたジャニーズJr.内の3人組男性アイドルグループである。

## メンバー
- 本髙克樹[1]
- 村木亮太[1]
- 菅田琳寧[1]

## 出演

### 舞台
- ジャニーズ銀座2016（2016年5月7日・8日、シアタークリエ）[1]
- JOHNNYS' ALL STARS IsLAND（2016年12月 - 2017年1月、帝国劇場）[2]

### コンサート
- サマステ ジャニーズキング（2016年7月30日 - 8月1日・6日・7日・10日・11日・13日・14日、EXシアター六本木）[3]